# Guido Kings
Guido Kings (Colônia, Alemanha, 7 de agosto de 1965) é um matemático alemão, professor da Universidade de Regensburg.
Kings estudou matemática a partir de 1984 na Universidade de Bonn, onde obteve o diploma em 1989. Foi depois 
wissenschaftlicher Mitarbeiter na Universidade de Münster, onde obteve em 1994 um doutorado, orientado por Christopher Deninger, com a tese Higher regulators, Hilbert-Blumenthal surfaces and special values of L-functions. Foi depois assistente em Münster, onde obteve a habilitação em 2000.
Em 2001 foi professor pesquisador no Instituto Max Planck de Matemática em Bonn, sendo no mesmo ano professor na Universidade de Regensburg.
Foi palestrante convidado do Congresso Internacional de Matemáticos em Pequim (2002: Equivariant Bloch-Kato conjecture and non-abelian Iwasawa Main Conjecture, com Annette Huber-Klawitter). é fellow da American Mathematical Society.